# Lamelové čerpadlo

Model lamelového čerpadla

Rotační lamelová čerpadla jsou vyráběna jako regulační i neregulační čerpadla.
Lamely (lišty) jsou uloženy suvně v radiálních drážkách rotoru, který je poháněn elektromotorem a při otáčení sledují válcovou dutinu statoru. Boční víka statoru těsní čela rotoru i lopatek. Stator je radiálně přestavitelný vůči ose rotoru od kladné výstřednosti (+e) přes nulovou do záporné (-e). Při stejném smyslu otáček se prvním hrdlem olej nasává a druhým vytlačuje. Průtok se mění os výstředností od maxima do nuly. Při záporné excentricitě dojde k obrácení toku čerpaného oleje, hrdlo výtlačné se stává sacím, a naopak.
Regulační čerpadla jsou radiálně nevyvážená, a proto jsou vhodná pouze do tlaku 3 MPa. Používají se v bagrech, lodích a v mechanizaci důlního zařízení. Větší použití mají lehčí neregulační vyvážená lamelová čerpadla (e=0). Tato čerpadla dávají tlak do 14 MPa a mají účinnost až 0,9. Vyžadují velkou čistotu oleje, používají se v hydraulických obvodech automobilů, letadel, obráběcích strojů apod.